# William Kahan

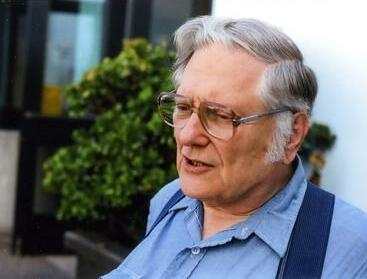
William Kahan

William Kahan (ur. 5 czerwca 1933 w Toronto, Kanada) – matematyk i informatyk, jego główną specjalnością są metody numeryczne.
Za swój wkład w opracowanie standardu zapisu liczb zmiennoprzecinkowych i rozwój obliczeń na takich liczbach otrzymał w 1989 roku nagrodę Turinga.